# Wajiro Kon
Wajiro Kon (今和次郎, Kon Wajirō, 10 de julio de 1888 (Meiji 21)-27 de octubre de 1973 (Showa 48)) fue un académico e investigador japonés de la arquitectura y el folclore.

## Biografía
Como profesor permanente del departamento de Arquitectura de la Universidad de Waseda, ocupó múltiples cargos importantes en varias organizaciones, entre ellos, fundador y presidente de la Asociación de Arquitectos de Japón.  Entre sus grandes contribuciones, se encuentra la investigación de viviendas Minka, trajes típicos, y otros elementos relacionados con la arquitectura de la vida residencial. Fue creador de la modernología, una variante de la sociología que explica las costumbres y modos de vida de un lugar y momento específico.
Enseñando Economía Doméstica en la Universidad Bunka Gakuen Junior College, abogó para que el estudio de la vida cotidiana fuese abordado desde una perspectiva de economía doméstica tradicional y política social. Para lo cual estableció, en 1972, la Sociedad de la Vida Cotidiana Japonesa.
No obstante, tras el Gran terremoto de Kantō de 1923, enfocó sus estudios en la vida urbana durante la reconstrucción de Tokio, incluyendo una investigación extensa acerca de los modos de vestir en diferentes momentos cotidianos de la vida diaria.